# Лука (Коломийський район)
Лука́ —  село в Україні, у Городенківській міській громаді Коломийського району Івано-Франківської області.
Відповідно до Розпорядження Кабінету Міністрів України від 12 червня 2020 року № 714-р «Про визначення адміністративних центрів та затвердження територій територіальних громад Івано-Франківської області» увійшло до складу Городенківської міської громади.

## Опис
Лежить на лівому березі Дністра, за 25 км від  центру громади. Населення — 849 особи. До 2020 однойменній сільській раді були підпорядковані населені пункти Монастирок та Уніж. 
В Луці є дев'ятирічна школа, бібліотека, клуб, церква.

## Історія
Згадується вперше в писемних джерелах 1466 року.
У податковому реєстрі 1515 року в селі документується 3 лани (близько 75 га) оброблюваної землі.
Близько 1600 року Лавро Хурчкович — підданий Потоцьких — купив 2 земельні ділянки («ґрунти»), на яких заснував монастир. 1617 року Стефан Потоцький та його дружина Марія-Амалія з Могил Потоцькі підтвердили фундацію Л. Хурчковича. Монастир скасований 1789 року, фундуш проданий 1801 року шляхтичу Юзефу Цєньському.
Адміністративно належало до Городенківського, Бучацького повітів.
Поблизу Луки виявлено пізньопалеолітичну стоянку та залишки давньоруського городища, а біля села Уніж — знаряддя праці та поховання доби міді.

## Населення

### Мова
Розподіл населення за рідною мовою за даними перепису 2001 року:
| Мова       | Кількість | Відсоток |
| ---------- | --------- | -------- |
| українська | 845       | 99.53%   |
| російська  | 3         | 0.35%    |
| румунська  | 1         | 0.12%    |
| Усього     | 849       | 100%     |

## Пам'ятки
- Монастирська церква
- Монастир, закритий у 1789 році

## Цікавинки
- Міст («австрійський») через Дністер,[4] перебуває у аварійному стані на кінець літа 2015[5][6][7]. У липні 2018 року місцевий мешканець Анджей взявся за його відновлення. [Архівовано 19 липня 2018 у Wayback Machine.]

## Відомі уродженці
- Федорончук Микола Михайлович (1948) — український ботанік, доктор наук, провідний науковий співробітник Інституту ботаніки імені М. Г. Холодного.